# Maaza Mengiste
Maaza Mengiste est une écrivaine éthiopienne et américaine, auteure de Sous le regard du lion.

## Biographie
Maaza Mengiste nait à Addis-Abeba en 1971. Son père est employé dans une compagnie aérienne, et sa mère se consacre à son foyer. Maaza Mengiste doit quitter son pays avec sa famille à la suite de la révolution éthiopienne de 1974, et aux violences qui éclatent. Elle a alors 3 ans.
Sa famille vit ensuite au Nigeria et au Kenya avant de s'installer aux États-Unis.
Maaza Mengiste obtient un master en écriture créative de l'université de New York. Elle enseigne l'écriture créative au Queens College de l'université de la ville de New York et à l'université Princeton.
Son premier roman, Beneath the Lion's Gaze (traduit en français sous le titre : Sous le regard du lion, Actes Sud, 2012), publié en 2009, figure parmi les dix meilleures livres d'auteurs africains identifiés par le Guardian en 2012 et est largement commenté par la presse internationale. il relate le quotidien d’une famille à Addis-Abeba pendant le coup d’Etat de 1974. Son deuxième roman, Le Roi fantôme, finaliste du Booker Prize en 2020, paraît en France une dizaine d'années plus tard. Il est consacré à la guerre italo-éthiopienne de 1937 à 1941, et met en exergue le rôle des femmes. Entre les deux, elle a aussi collaboré avec différentes revues, comme Granta, The New Yorker, ou encore Rolling Stone.
En 2024, elle écrit la nouvelle mêlant mythologie grecque et le Berlin des années 1920 Mais tu m'étonnes de la section « Joie et allégresse » pour le catalogue de l'exposition When we see us .

## Œuvres
- Beneath the Lion's Gaze, W.W. Norton, 2010, Traduit en français sous le titre Sous le regard du lion par Céline Schwaller, Arles, France, Actes Sud, coll. « Lettres africaines », 2012, 368 p.  (ISBN 978-2-330-01289-2)[4]
- The Shadow King, W.W. Norton (US), 2019[5], Traduit en français sous le titre Le Roi fantôme[2], Éditions De L'Olivier, 2022, Finaliste du Booker Prize 2020[6]
- Addis Ababa Noir, anthologie, Akashic Books, 2020